# Acacia aulacocarpa
Acacia aulacocarpa är en ärtväxtart som beskrevs av George Bentham. Acacia aulacocarpa ingår i släktet akacior, och familjen ärtväxter. IUCN kategoriserar arten globalt som nära hotad. Inga underarter finns listade i Catalogue of Life.

## Bildgalleri

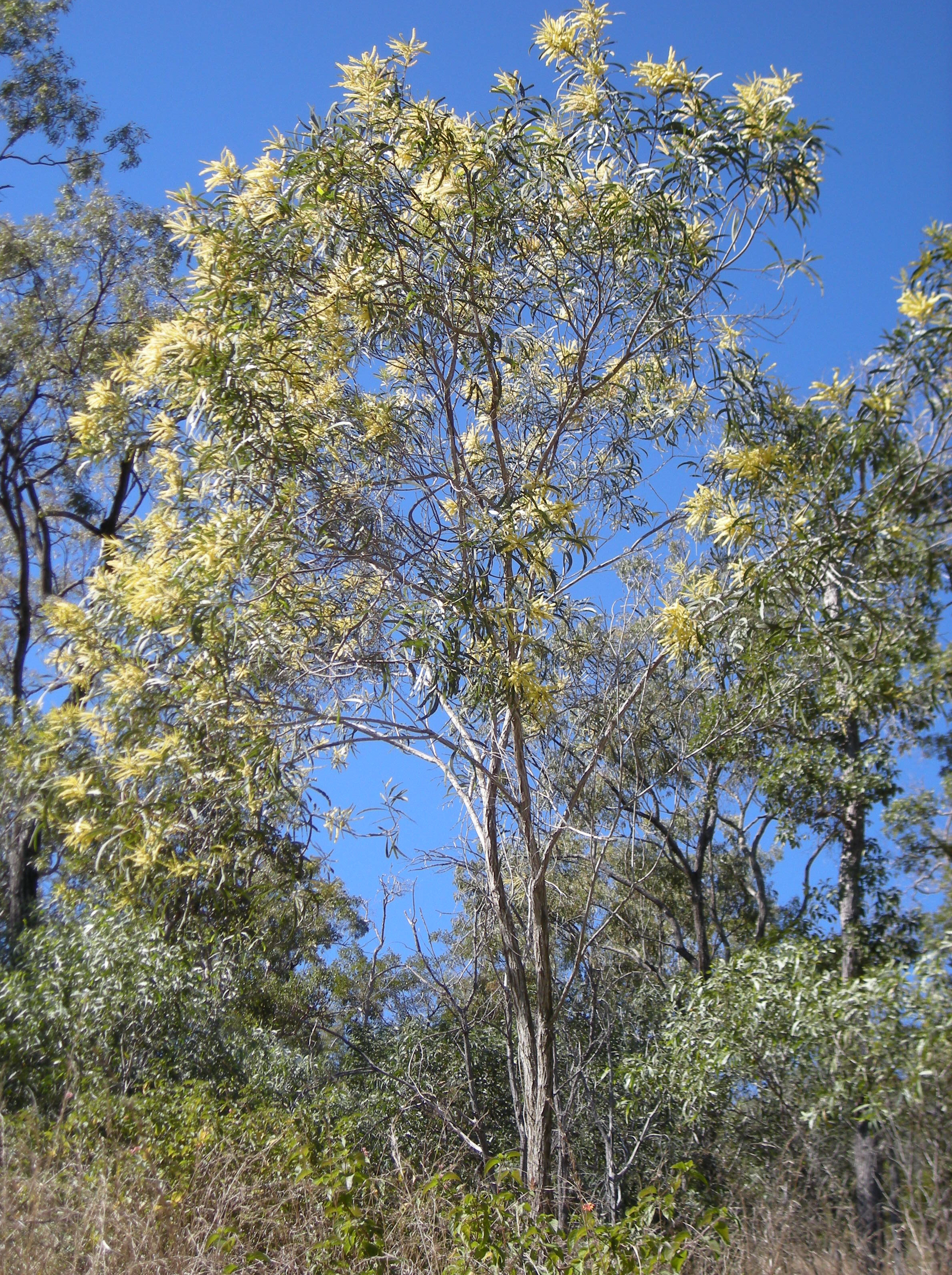
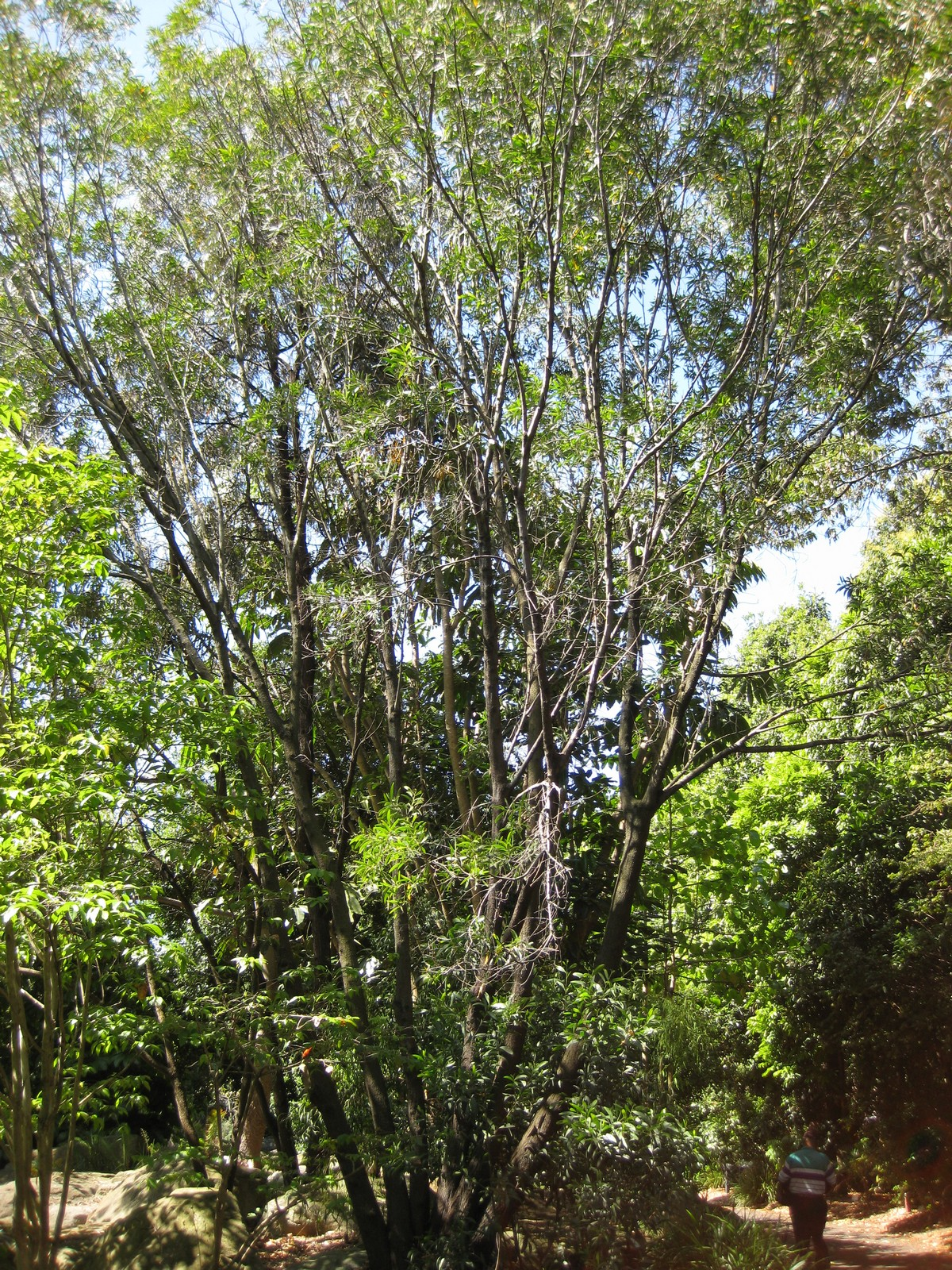
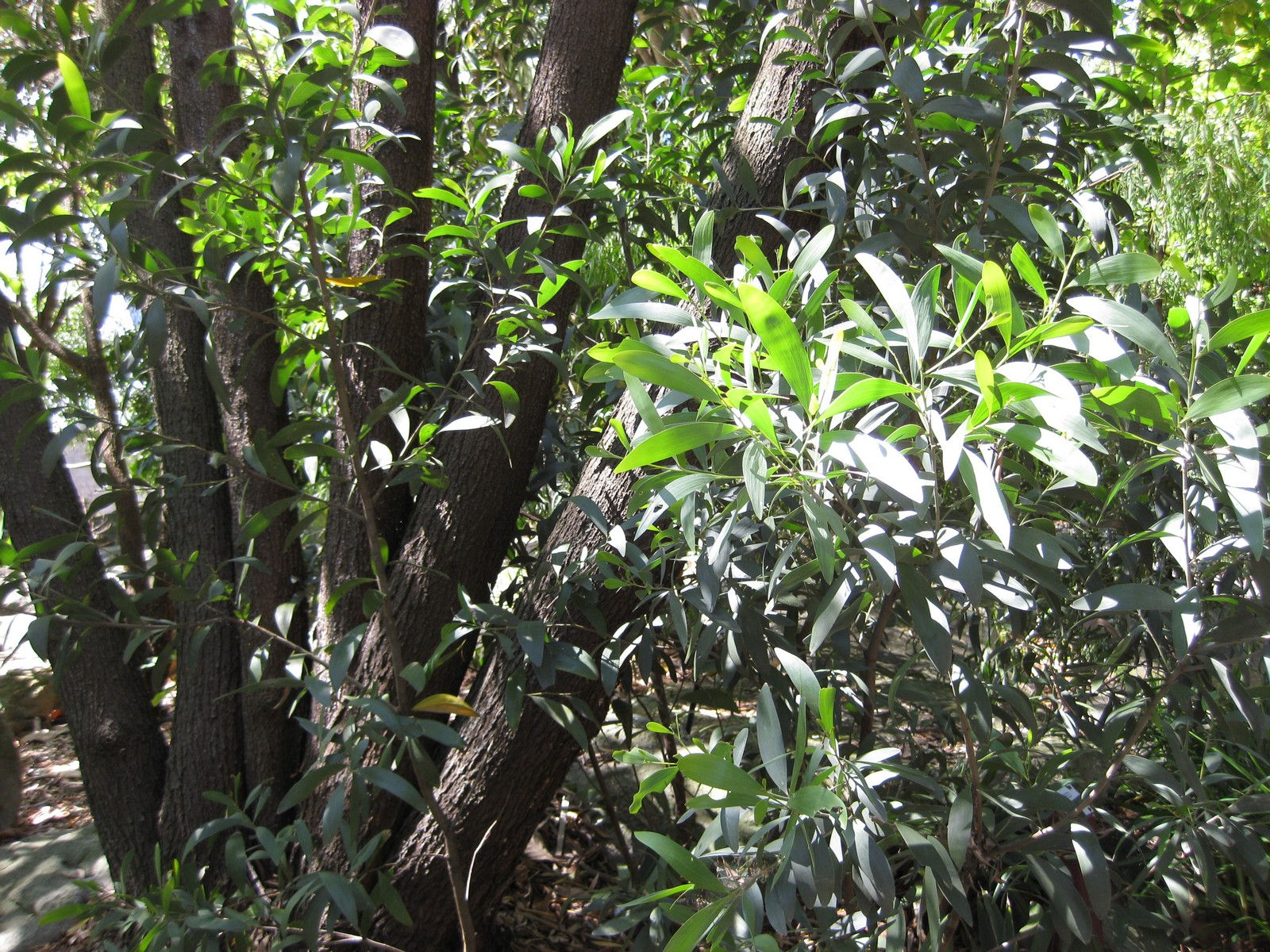
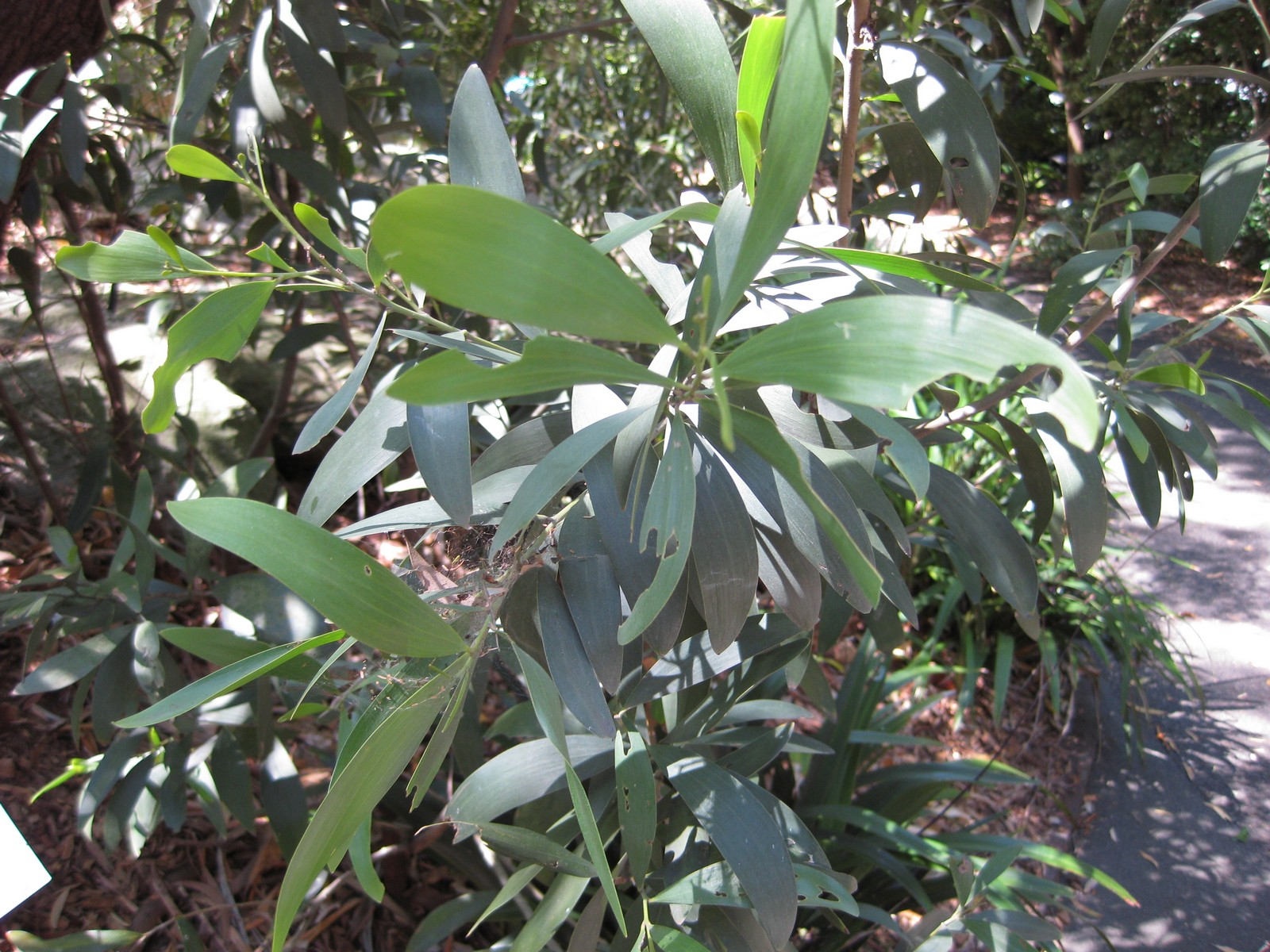